# Echinopsis cephalomacrostibas
Echinopsis cephalomacrostibas là một loài thực vật có hoa trong họ Cactaceae. Loài này được (Werderm. & Backeb.) Friedrich & G.D.Rowley mô tả khoa học đầu tiên năm 1974.